# Gillend naar huis
Gillend naar huis was een Nederlands televisieprogramma op RTL 4 gepresenteerd door Gordon.
In dit televisieprogramma ging Gordon twee dagen mee met Nederlanders op vakantie naar een bestemming die pas tijdens zijn reis bekend werd. De eerste aflevering trok 1,1 miljoen kijkers. Dit programma was een vervolg op Joling & Gordon over de vloer.